# Bukit Mataie
Bukit Mataie är en kulle i Indonesien.   Den ligger i provinsen Aceh, i den västra delen av landet, 1 600 km nordväst om huvudstaden Jakarta. Toppen på Bukit Mataie är 44 meter över havet.
Terrängen runt Bukit Mataie är huvudsakligen platt.Runt Bukit Mataie är det ganska glesbefolkat, med 47 invånare per kvadratkilometer. Trakten runt Bukit Mataie består till största delen av jordbruksmark.